# Május 10.
Május 10. az év 130. (szökőévben 131.) napja a Gergely-naptár szerint. Az évből még 235 nap van hátra.
Névnapok: Ármin, Pálma + Aina, Ainó, Ajna, Ajnó, Alda, Áldea, Alexia, Antónia, Armand, Armanda, Armandina, Blandina, Cserne, Csikó, Csörsz, Filadelfia, Gardénia, Gordána, Gordon, Jávorka, Jázmin, Joáb, Jób, Koridon, Míra, Miranda, Mira, Palmira, Kada , Szolanzs

## Események
- 946 – II. Agapét pápa megválasztása.
- 1291 – A skót nemesek elismerik I. Edward angol király fennhatóságát.
- 1497 – Amerigo Vespucci a hírek szerint elhagyja Cádizt, az Újvilágba vezető első útján.
- 1503 – Kolumbusz Kristóf a Kajmán-szigetekre érkezik, és elnevezi azt Las Tortugas-nak, az ott talált nagyszámú tengeri teknősről.
- 1774 – XVI. Lajos lesz Franciaország királya.
- 1775 – Amerikai függetlenségi háború: Az Amerikai Egyesült Államok 13 kolóniájának képviselője találkozik Philadelphiában és a köztársaság védelmére megalakítja a Kontinentális Hadsereget, amelynek főparancsnoka a virginiai George Washington lesz.
- 1796 – Első koalíciós háború: I. Napóleon francia császár sorsdöntő győzelmet arat az osztrák erők fölött az Olaszországi Adda folyó Lodi hídjánál. Az osztrákok közel 2000 katonát veszítenek.
- 1801 – Első berber háború: Tripoli berber kalózai hadat üzennek az Egyesült Államoknak.
- 1837 – Tőzsdepánik: New Yorkban, a bankrendszer összeomlik, a munkanélküliség rekord méreteket ölt.
- 1843 - Először mutatják be a Nemzeti Színházban az Egressy Béni által megzenésített Szózatot.
- 1849 – Avram Iancu román felkelői tömegmészárlást rendeznek Abrudbánya magyar lakossága között.
- 1857 – Szipojlázadás: Az indiai szipojok fellázadnak a brit uralom ellen.
- 1869 – A Utah állambeli Promontory Summit-ban elkészül az Első Transzkontinentális Vasút, amely az Egyesült Államok keleti és nyugati partvidékét köti össze.
- 1871 – Német Császárság és Franciaország megkötik a frankfurti békeszerződést, a porosz–francia háború lezárásaként.
- 1872 – Victoria Woodhull az Egyesült Államok első női elnökjelöltje.
- 1877 – Románia, függetlenségi háború után, kikiáltja Törökországtól való függetlenségét, amit 1881. március 26-án ismernek el.
- 1887 – Kresz Géza kezdeményezésére megalakul a Budapesti Önkéntes Mentőegyesület (BÖME): a szervezett magyar mentésügy kezdete.
- 1896 – A budapesti Royal szállóban megrendezik az első filmvetítést.
- 1908 – Először emlékeznek meg hivatalosan az Anyák napjáról az USA-ban.
- 1924 – John Edgar Hoover-t kinevezik az USA Szövetségi Nyomozóiroda (az FBI) igazgatójának, e hivatalt haláláig (1972-ig) tölti be.
- 1933 – Könyvégetések a náci Németországban.
- 1940 – A „furcsa háború” („drôle de guerre”) vége. Németország lerohanja Belgiumot, Hollandiát és Luxemburgot.
- 1940 – Nagy-Britanniában, Kent grófság Chilham és Petham falvaiban megkezdődik a német bombázás. Megbukik Neville Chamberlain kormánya, az új miniszterelnök Winston Churchill.
- 1941 – II. világháború: A londoni Parlament épülete végzetes bombatalálatot kap a Luftwaffe-től. Rudolf Heß ejtőernyővel Skóciába érkezik, hogy béketárgyalást kezdjen Nagy-Britannia és a náci Németország között.
- 1945 – A szovjet hadsereg bevonul Prágába.
- 1947 - Hazatért Magyarországra a II. világháború alatt a nyilasok által kihurcolt népművészeti műkincsek legnagyobb hányada.
- 1954 – Bill Haley és együttese, a Comets, megjelenteti a „Rock Around the Clock” c. számot, ez az első rock and roll szám, amely első helyre kerül a slágerlistákon. (Címének magyar fordítása: „Rock az óra körül” hibás, helyesen „Rock éjjel-nappal”.
- 1960 – Az USS Triton nukleáris tengeralattjáró elsőként kerüli meg a Földet felmerülés nélkül.
- 1979 – Mikronéziai Szövetségi Államok elnyeri önkormányzatát.
- 1981 – François Mitterrand lesz Franciaország első szocialista köztársasági elnöke.
- 1986 – Jean-Louis Étienne francia orvos egyedül és gyalog elérte az Északi-sarkot.
- 1988 – Michel Rocard lesz Franciaország miniszterelnöke.
- 1990 – Budapesten megalakul az Alba Kör, a katonai szolgálatot megtagadók érdekképviseleti szerve.
- 1990 – Megtartja alakuló ülését az első szlovén Parlament Ljubljanában.
- 1996 – A Mount Everest csúcsa közelében kitörő „hirtelen vihar” nyolc hegymászó életét követeli, a hegy történetében a legsúlyosabb baleset. A halottak között tapasztalt hegymászók, hivatásos hegyi vezetők is vannak, mint Rob Hall vagy Scott Fischer.
- 1997 – Földrengés az északkelet-iráni Ardekul városa mellett. A halálos áldozatok száma több mint 2400.
- 1998 – Magyarországon országgyűlési választásokat tartanak.
- 2001 – Ghánában, egy futballmeccsen kitört tömeghisztériában több mint 120 ember veszti életét.
- 2002 – Robert Hanssen FBI ügynököt kegyelmi lehetőség nélkül, életfogytiglani börtönbüntetésre ítélik, amerikai titkok Moszkvának történt eladásáért, 1,4 millió dollár készpénz és gyémántok ellenében.
- 2003 – Rekord számú tornádó söpör végig az Egyesült Államokon.
- 2005 – George W. Bushtól, az Egyesült Államok elnökétől kb. 30 méterre csapódik be egy kézigránát, Tbilisziben (Grúzia) tartott beszéde közben. A gránát hibás, nem robban fel. Vlagyimir Arutinjan később beismeri, hogy ő dobta a kézigránátot.
- 2007 – Lopás gyanújával hallgatja ki a katonai ügyészség az OTP Bank Széna téri fiókjánál történt túszejtésnél helyszínelő egyik rendőrt.
- 2012 – Áder János hivatalba lép mint köztársasági elnök.
- 2022 – Novák Katalin hivatalba lép mint köztársasági elnök.

## Sportesemények
Formula–1
- 1959 –  monacói nagydíj, Monte Carlo - Győztes: Jack Brabham  (Cooper Climax)
- 1969 –  monacói nagydíj, Monte Carlo - Győztes: Graham Hill  (BRM)
- 1970 –  monacói nagydíj, Monte Carlo - Győztes: Jochen Rindt  (Lotus Ford)
- 1998 –  spanyol nagydíj, Barcelona - Győztes: Mika Häkkinen  (McLaren Mercedes)
- 2009 –  spanyol nagydíj, Barcelona - Győztes: Jenson Button  (Brawn GP Mercedes)
- 2015 –  spanyol nagydíj, Barcelona - Győztes: Nico Rosberg  (Mercedes)

Futball
- 1923 -  Villarreal alapítása

## Születések
- 1265 – Fusimi japán császár († 1317)
- 1604 – Jean Mairet francia drámaíró († 1686)
- 1641 – Dudley North angol közgazdász († 1691)
- 1649 – Pápai Páriz Ferenc magyar orvos, latin-magyar szótár, protestáns egyháztörténet és az első nyomtatott magyar nyelvű orvosi könyv írója († 1716)
- 1727 – Anne Robert Jacques Turgot francia államférfi, pénzügyminiszter († 1781)
- 1746 – Gaspard Monge francia hadmérnök, matematikus, tengerészeti miniszter, az ábrázoló geometria kidolgozója († 1818)
- 1753 – Zay Sámuel magyar természettudós, orvos († 1812)
- 1760 – Rouget de Lisle francia műszaki tiszt, a Marseillaise szerzője († 1836)
- 1760 – Johann Peter Hebel német költő († 1826)
- 1770 – Louis Nicolas Davout, Franciaország marsallja, Napóleon hadvezére († 1823)
- 1787 – Michael Bielz erdélyi szász természettudós († 1866)
- 1788 – Augustin-Jean Fresnel francia fizikus, a Francia Akadémia tagja († 1827)
- 1822 – August von Pettenkofen osztrák festőművész († 1889)
- 1838 – John Wilkes Booth amerikai színész, Abraham Lincoln amerikai elnök gyilkosa († 1865)
- 1842 – Kherndl Antal mérnök, műegyetemi tanár, az MTA tagja († 1919)
- 1843 – Benito Pérez Galdós spanyol író, a Spanyol Királyi Akadémia tagja († 1920)
- 1863 – Kaarle Leopold Krohn finn folklorista, filológus, költő, az MTA tagja († 1933)
- 1864 – Jantyik Mátyás magyar festőművész († 1903)
- 1864 – Léon Gaumont producer, a francia filmipar egyik alapítója († 1946)
- 1872 – Marcel Mauss francia szociológus († 1950)
- 1872 – Weszelszky Gyula magyar kémikus, gyógyszerész, radiológus († 1940)
- 1874 – Szemere Béla sebész, főorvos, országgyűlési képviselő († 1948)
- 1878 – Gustav Stresemann német kancellár, Nobel-békedíjas († 1929)
- 1885 – Mae Murray amerikai színésznő († 1965)
- 1886 – Karl Barth svájci protestáns teológus († 1968)
- 1888 – Max Steiner osztrák zeneszerző († 1971)
- 1890 – Alfred Jodl német vezérezredes, a Wehrmacht vezérkari főnöke, háborús bűnös († 1946)
- 1897 – Einar Gerhardsen, Norvégia miniszterelnöke († 1987)
- 1897 – Guttmann Márta hárfaművész († 1981)
- 1898 – Ariel Durant amerikai író († 1981)
- 1899 – Fred Astaire amerikai énekes, táncos, színész († 1987)
- 1902 – David O. Selznick Oscar-díjas amerikai filmproducer († 1965)
- 1903 – Sipos Gábor magyar mezőgazdász, egyetemi tanár († 1994)
- 1914 – John James (John Martin James) brit autóversenyző († 2002)
- 1916 – Milton Babbitt amerikai zeneszerző († 2011)
- 1917 – Erdei Sándor magyar festő, grafikus, karikaturista († 2002)
- 1919 – Ella T. Grasso amerikai kormányzó († 1981)
- 1923 – Kőváry Károly piarista szerzetes, matematikatanár, iskolaigazgató († 2003)
- 1924 – Vörösmarty Lili magyar színésznő († 1964)
- 1925 – Kardos G. György magyar író († 1997)
- 1927
  - Hexendorf Edit magyar nyelvész, nyelvtörténész, művelődéstörténész († 2001)
  - Nayantara Sahgal indiai író
- 1928 – Arnold Rüütel észt elnök, államfő († 2024)
- 1929 – Kányádi Sándor magyar író, költő, műfordító, a nemzet művésze († 2018)
- 1930 – Horváth Gyula Jászai Mari-díjas magyar színész, érdemes művész († 2005)
- 1931
  - Szurcsik János magyar festőművész
  - Ettore Scola olasz filmrendező és forgatókönyvíró († 2016)
- 1933 – Barbara Taylor Bradford angol írónő
- 1936 – Tóth Judit József Attila-díjas magyar író, költő, műfordító
- 1943 – Judith Jamison amerikai táncos, koreográfus
- 1944
  - Dengyel Iván Jászai Mari-díjas és Aase-díjas magyar színész
  - Jim Abrahams amerikai filmrendező, forgatókönyvíró († 2024)
- 1946 – Dave Mason angol zenész (Traffic)
- 1946 – Donovan (Donovan Philip Leitch) skót zeneszerző, énekes, zenész
- 1947 – Andai Györgyi Jászai Mari-díjas és Aase-díjas magyar színésznő († 2016)
- 1948 – Práger György magyar újságíró, televíziós szerkesztő, riporter, műsorvezető († 2000)
- 1949 – Kornis Mihály (er. neve Kertész Mihály), drámaíró, színházi rendező, író
- 1950 – Hegyi Füstös László magyar grafikus, karikaturista, animációs tervező filmrendező († 1997)
- 1952 – Stenczer Béla magyar színész, népművelő
- 1955
  - Ashoka Jahnavi-Prasad indiai tudós, biológus
  - Mark David Chapman, John Lennon zenész amerikai gyilkosa
- 1956 – Vladislav Listyev orosz újságíró, televíziós személyiség († 1995)
- 1957 – Lang Györgyi magyar színésznő, énekesnő († 2023)
- 1957 – Sid Vicious a Sex Pistols angol basszusgitárosa († 1979)
- 1960
  - Bono (Paul David Hewson) ír rockénekes, zeneszerző, szövegíró, a U2 zenekar frontembere
  - John Curtis amerikai politikus
- 1965 – Linda Evangelista kanadai modell
- 1966 – Jonathan Edwards brit hármasugró
- 1969 – Dennis Bergkamp holland labdarúgó
- 1970 – David Weir skót labdarúgó
- 1971
  - Ådne Søndrål norvég gyorskorcsolyázó
  - Kiss Tibi magyar zenész, képzőművész, dalszövegíró
  - David Lelei kenyai atléta († 2010)

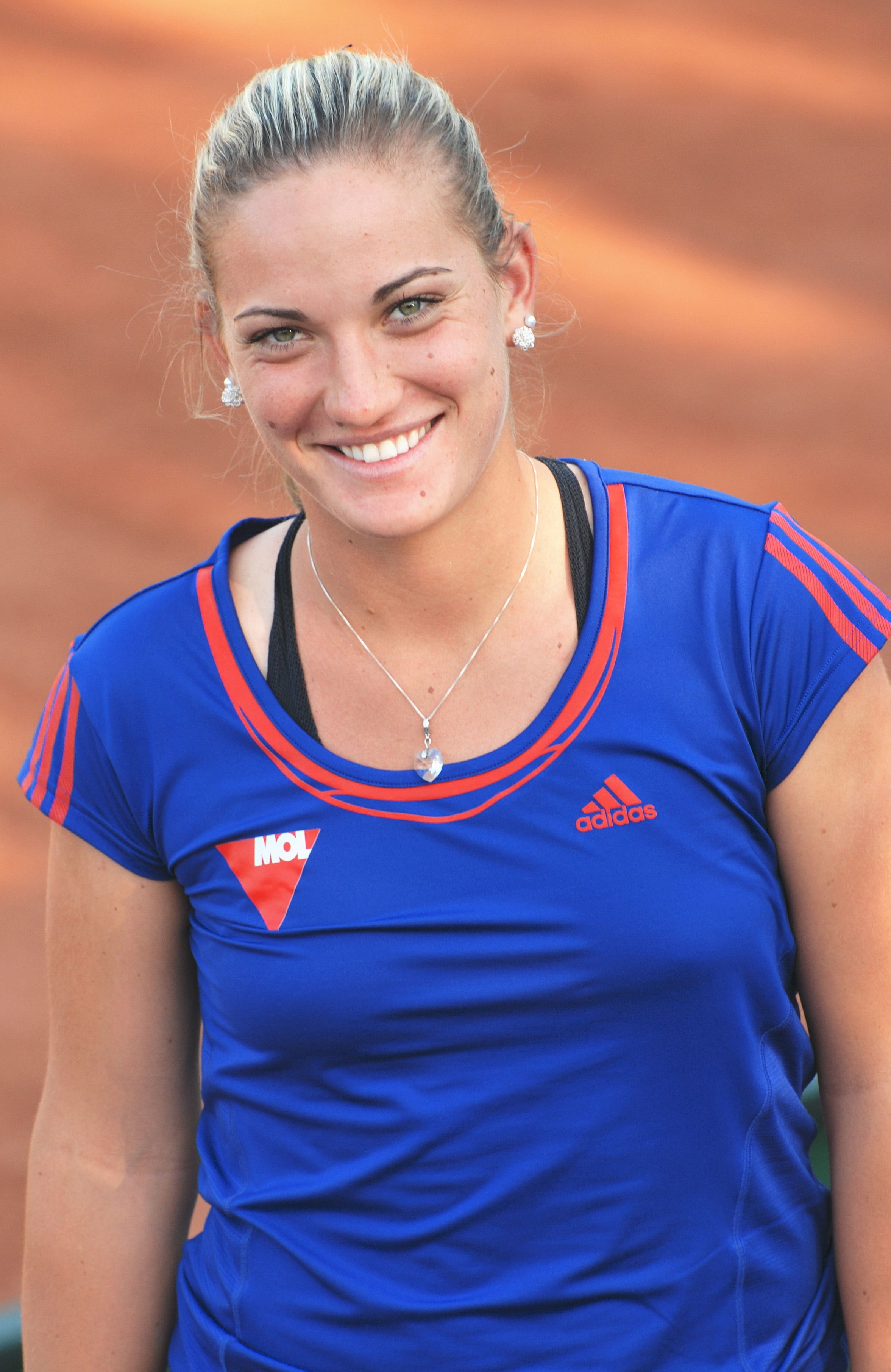
Babos Tímea

- 1972 – Radosław Majdan lengyel labdarúgó
- 1975 – Hélio Castroneves, brazil autóversenyző
- 1977
  - Fodor Zoltán magyar táncművész, koreográfus
  - Nick Heidfeld (Nicklaus Heidfeld) német autóversenyző
- 1979 – Bodor Richárd magyar versenyúszó
- 1981 – Weiner Sennyey Tibor író
- 1986 – David Abwo nigériai labdarúgó
- 1993 – Babos Tímea magyar teniszezőnő
- 1991 – Ray Dalton amerikai énekes és dalszerző
- 1994 – Sós Bence, magyar labdarúgó

## Halálozások
- 884 – Ahmad ibn Túlún egyiptomi fejedelem (*835)
- 1290 – II. Rudolf osztrák főherceg (* 1271)
- 1424 – Go-Kameyama japán császár (* 1347 körül)
- 1482 – Paolo dal Pozzo Toscanelli olasz matematikus, csillagász (* 1397)
- 1493 – Colin Campbell Argyll 1. grófja, skót főnemes (1433–1493. május 10.)[1][2]
- 1521 – Sebastian Brant elzászi humanista (* 1457)
- 1566 – Leonhart Fuchs német botanikus (* 1501)
- 1696 – Jean de La Bruyère francia író, moralista (* 1645)
- 1737 – Nakamikado japán császár (* 1702)
- 1774 – XV. Lajos francia király,[3] a „Hőnszeretett” (* 1710)
- 1787 – William Watson angol orvos, tudós (* 1715)
- 1807 – Rochambeau grófja francia katona (* 1725)
- 1849 – Kacusika Hokuszai japán festő és fametsző művész (* 1760)
- 1863 – Stonewall Jackson amerikai (Konföderációs) tábornok (* 1824)
- 1889 – Mihail Jevgrafovics Szaltikov-Scsedrin orosz humorista (* 1826)
- 1897 – Andrés Bonifacio Fülöp-szigeteki forradalmi vezető (* 1863)
- 1904 – Sir Henry Morton Stanley walesi születésű amerikai újságíró és Afrika-kutató (* 1841)
- 1904 – Andrej Petrovics Rjabuskin orosz történelmi festő (* 1861)
- 1909 – Böckh János geológus, bányamérnök, az MTA tagja, a Magyar Királyi Földtani Intézet igazgatója (* 1840).
- 1955 – Tommy Burns kanadai ökölvívó (* 1881)
- 1960 – Jurij Alesa orosz regényíró (* 1899)
- 1963 – Franco Comotti (Gianfranco Comotti) olasz autóversenyző (* 1906)
- 1967 – Lorenzo Bandini olasz autóversenyző (* 1935)
- 1977 – Joan Crawford Oscar-díjas amerikai színésznő (* 1904)
- 1979 – Bibó István Széchenyi-díjas magyar politikus, író (* 1911)
- 1980 – Bálint Sándor magyar néprajzkutató (* 1904)
- 1983 – Kazal László magyar színész (* 1911)
- 1985 – Toni Branca (Antoine Branca) Svájci autóversenyző (* 1916)
- 1990 – Walker Percy amerikai író (* 1916)
- 1998 – Cesare Perdisa olasz autóversenyző (* 1932)
- 1999 – Shel Silverstein amerikai költő, zeneszerző (* 1930)
- 2000 – Csordás György Európa-bajnok úszó (* 1928)
- 2000 – Louis Gerard francia autóversenyző (* 1899)
- 2002 – Yves Robert francia színész, rendező, forgatókönyvíró (* 1920)
- 2003 – Milan Vukcsevics jugoszláv vegyész, sakkfeladvány-szerző (* 1937)
- 2008 – Jessica Jacobs ausztrál színész, énekes (* 1990)
- 2010 – Toller László magyar politikus, 1998–2006 között Pécs polgármestere (* 1950)
- 2024 – Németh Tibor magyar bábművész, színész (* 1949)
- 2024 – Tóth György Tibor magyar manöken, modell (* 1949)

## Nemzeti ünnepek, emléknapok, világnapok
- Madarak és fák napja
- A szívférgesség napja Magyarországon (2017)
- A mentők napja 1991 óta Magyarországon.
- Az alkotmány napja Mikronéziában.
- Ma'at és Re Titkos Visszavonulásának megünneplése az ókori Egyiptomban.